# 1621
Cette page concerne l'année 1621  du calendrier grégorien. Pour l'année 1621 av. J.-C., voir 1621 av. J.-C.
L'année 1621 est une année commune qui commence un vendredi.

## Événements
- 27 février : Jan Pieterszon Coen, gouverneur général de la VOC (Compagnie néerlandaise des Indes orientales), débarque aux îles Banda à la tête d'une expédition punitive au cours de laquelle la population de l'archipel est massacrée[1].

- 13 mai : les Mandchous prennent Liaoyang[2]. Le peuple mandchou, réuni par le khan Nurhaci, s'établit autour de Moukden en Chine.

- 3 juin : fondation de la Compagnie néerlandaise des Indes occidentales (W.I.C., West Indische Compagnie)[3] ; la République des Provinces-Unies lui octroie, par une charte, le monopole du commerce à destination de l'ouest. Les zones concernées englobent l'Afrique de l'Ouest (entre le tropique du Cancer et le Cap de Bonne-Espérance), et l'Amérique, incluant l'océan Pacifique et la partie orientale de la Nouvelle-Guinée.

- 13 juin : création de l’État du Maranhão au Brésil (Ceará, Piauí, Maranhão et Pará)[4].
- 21 septembre : le marquis de Gelves devient vice-roi de Nouvelle-Espagne (fin en 1624). Crise à Mexico entre le vice-roi et l’archevêque Juan Pérez de la Serna[5].
- 29 septembre : l’Écossais William Alexander obtient une charte pour la Nouvelle-Écosse, où seront établies deux petites colonies en 1629[6].
- 10 octobre : création à Cuzco du collège San Francisco de Borja où les princes quechuas reçoivent une éducation à l’espagnole[7].
- Octobre : alors que le sud de l'Europe subit des records de froid (des oliviers gèlent même en Provence), les colonies anglaises d'Amérique connaissent un temps doux et des récoltes exceptionnelles. En Action de Grâce, les colons organisent un grand banquet où sont conviés les autochtones. Depuis 1863, le quatrième jeudi de novembre est officiellement férié (le Thanksgiving) en commémoration de cet événement[8].

- 2 novembre[9] : le négus d’Éthiopie Sousnéyos, après s'être confessé auprès du père jésuite Paez, faisant ainsi profession de catholicisme, fait proclamer la religion romaine à Aksoum où le grand majordome lit l’édit impérial en présence des grands, dont beaucoup sont déjà convertis[10].

- Mohammed Benkan, désigné comme askia du Songhaï par le sultan du Maroc, jouit d’une certaine autorité sur ses sujets (fin en 1642), tandis que le pachalik de Tombouctou est déchiré par les luttes entre caïds[11].
- Tibet : après des raids Mongols sur les troupes du Tsang près de Lhassa, celles-ci évacuent la région. La découverte du cinquième dalaï-lama est révélée et l’enfant intronisé au monastère de Drepung en 1622[12].

### Europe
- 29 janvier : Frédéric V du Palatinat est mis au ban de l’empire, son patrimoine est confisqué[13] et occupé par les Espagnols de Spinola (Bas-Palatinat) et les Bavarois de Maximilien Ier de Bavière (Haut-Palatinat) en octobre[14].

- 9 février : début du pontificat de Grégoire XV (fin en 1623). Le nouveau pape élabore les règlements électoraux du conclave destiné à élire le pape, crée la congrégation de la propagande pour répandre la Foi dans le monde entier, et adjoint, à la congrégation du Concile, la congrégation de l’immunité ecclésiastique, destinée à défendre les privilèges de l’Église et l’autorité pontificale partout où ils seraient attaqués. Son neveu, le cardinal Ludovico Ludovisi, remplit les fonctions de secrétaire d’État[15].
- 28 février : Ferdinand II de Médicis devient grand-duc de Toscane (fin en 1670)[16].

- 31 mars : mort de Philippe III d'Espagne. Début du règne de Philippe IV, roi d'Espagne, du Portugal et des Deux-Siciles (fin en 1665)[17].

- 9 avril : reprise de la guerre entre la Hollande et l'Espagne à l'expiration de la trêve de douze ans[18]. Les Espagnols de Spinola assiègent Berg-op-Zoom en 1622. Plus de 500 navires portugais sont arraisonnés par les Hollandais entre 1621 et 1638.
- 10 avril : Gaspar de Guzmán, comte d'Olivares (1587-1645), favori de Philippe IV, obtient la dignité de Grand d'Espagne et exerce le pouvoir (fin en 1643)[19]. Il lutte contre la corruption générale et tente d’assainir les finances. Il introduit au-dessus des douze conseils le Conseil secret (Consulta) qui centralise le pouvoir.
- 25 avril : traité franco-espagnol de Madrid négocié par Bassompierre (accord concernant la Valteline)[20].

- 2 mai : Bucquoy occupe Presbourg[21].
- 3 mai, Angleterre : condamnation de Francis Bacon à la suite d'une accusation de concussion. Il perd ses fonctions de lord-grand-chancelier[22].
- 14 mai : dissolution de l'Union protestante[14].

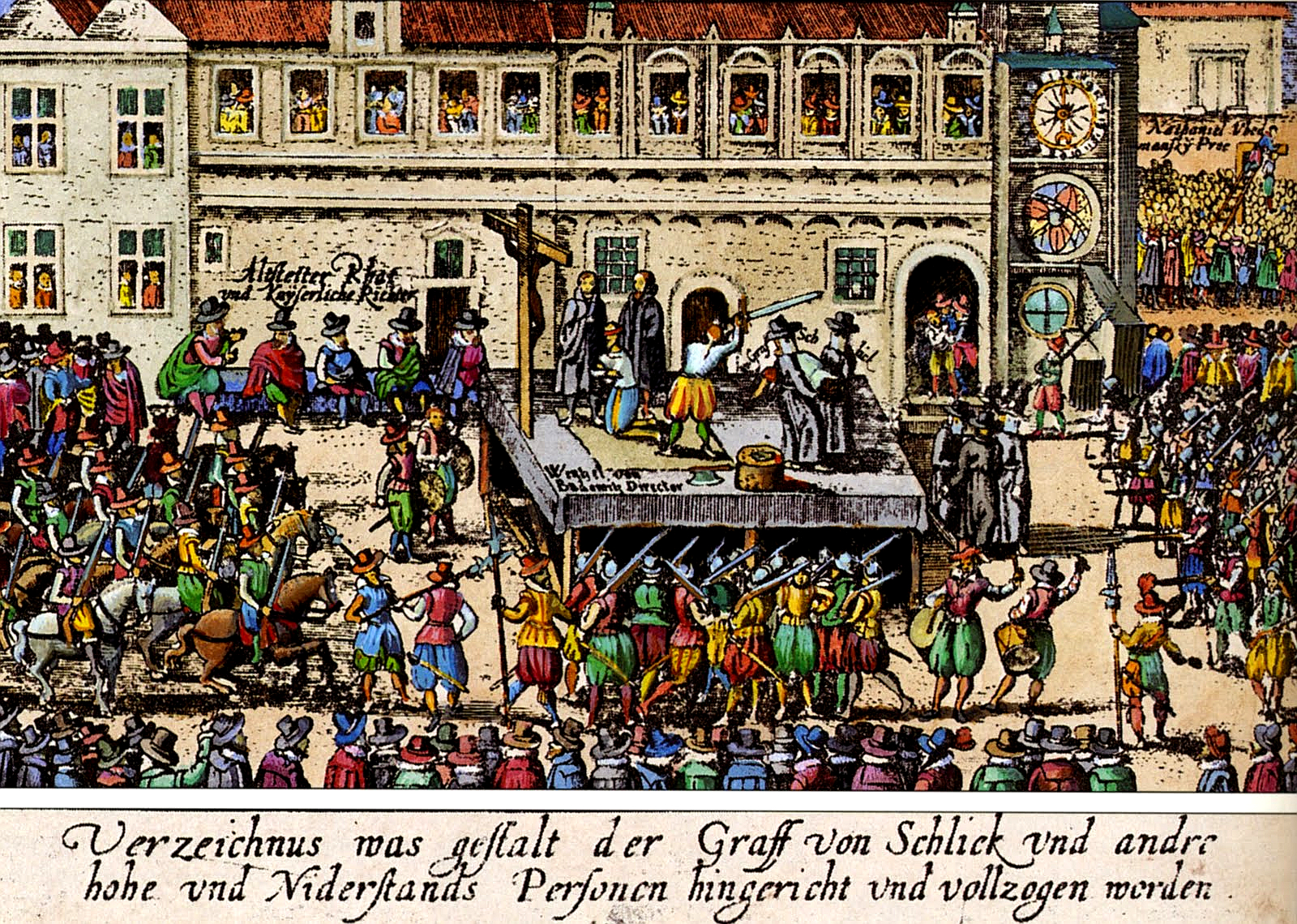
21 juin : exécution de vingt-sept notables protestants à Prague.

- 21 juin : 27 membres des Diètes sont condamnés à mort et décapités devant l’hôtel de ville de Prague[23]. La répression en Bohême est menée par les commissions impériales, présidées par Charles Ier de Liechtenstein et le cardinal Dietrichstein : de nombreux nobles doivent acquitter de fortes amendes et sont ruinés. Les biens des révoltés sont confisqués et vendus ou redistribués à des gentilshommes fidèles à l’empereur. On supprime les privilèges de l’utraquisme, on expulse les pasteurs qui sont interdits de prêcher « sous peine de fers ». Les Diètes de Bohême sont réformées et perdent le droit d’élire le souverain. Partout, le catholicisme est rétabli. Les jésuites sont rappelés à l’université Charles de Prague et rétablis dans leurs collèges. Ces mesures déclenchent l’exode des protestants : 30 000 familles, environ 150 000 personnes partent vers l’Allemagne, surtout la Saxe et la Silésie.
- 10 juillet : Bucquoy est tué au siège de Neuhäusl[21].
- 19 juillet : le comte de Salinas, vice-roi du Portugal, est destitué[24]. Philippe IV, conseillé par son valido Olivares, nomme des gouverneurs dont il exige une entière soumission et qu’il remplace dès qu’ils manifestent des tendances autonomistes.

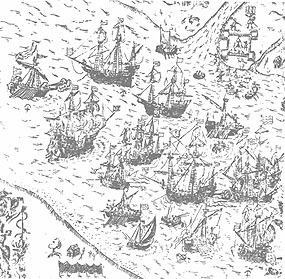
4 août-16 septembre : bataille de Riga

- 4 août : invasion de la Livonie par la Suède[25]. Gustave II Adolphe de Suède entre en guerre contre son cousin le roi de Pologne Sigismond III Vasa qui prétend toujours au trône suédois (1621-1629). Il conquiert la Livonie (Riga et Vidzeme) et la Courlande sur les Polonais.
- Août : Spinola quitte le Palatinat et marche sur le duché de Juliers[26].

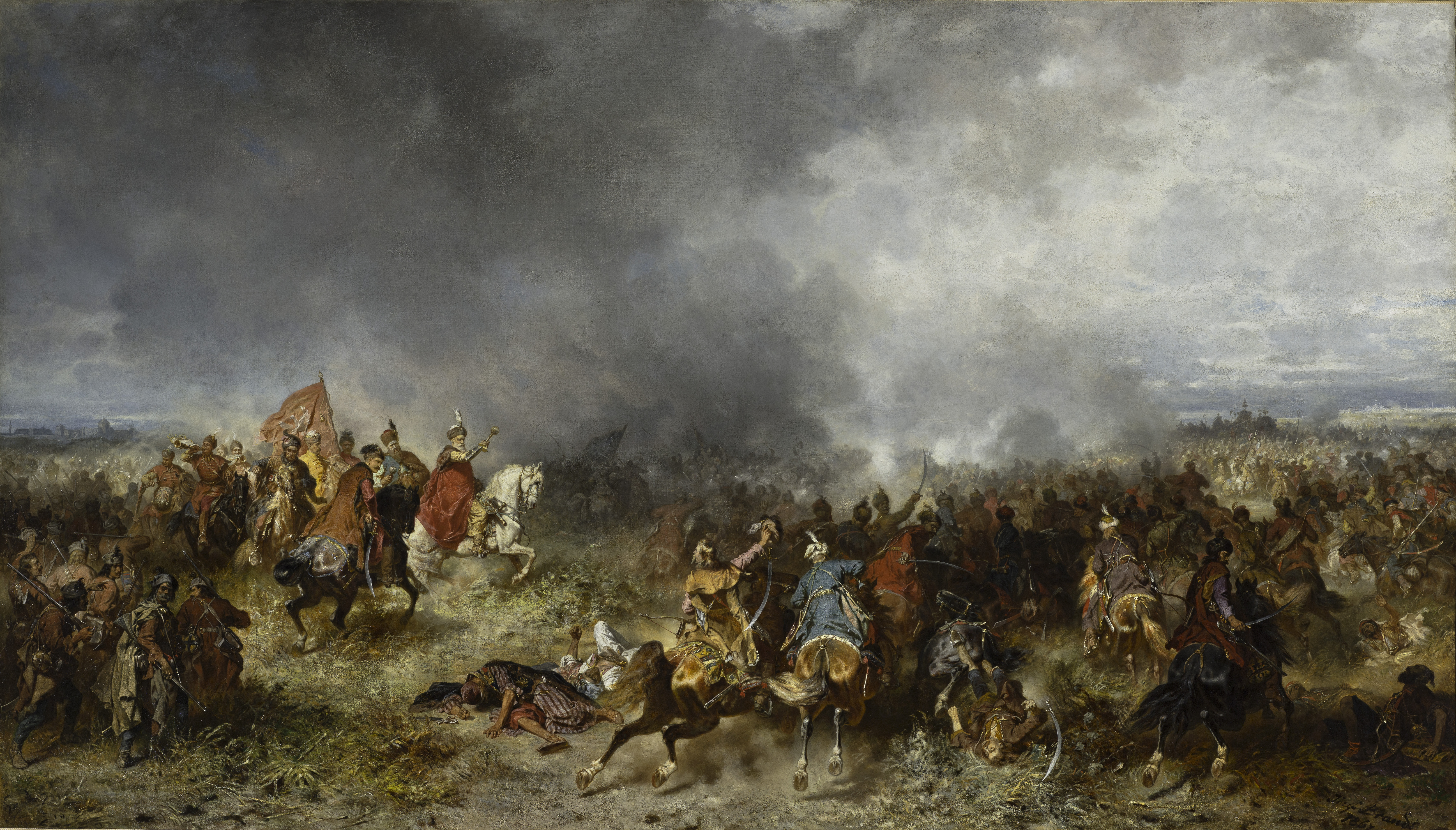
2 septembre-9 octobre : bataille de Khotin, Józef Brandt

- 2 septembre-9 octobre : les Polonais de Ladislas Vasa remportent la bataille de Chocim (Khotin) contre les Ottomans[27]. Une paix de compromis est signée, stipulant le versement d'un tribut annuel de 40 000 florins par la Pologne aux Tatars de Crimée[28].

- 16 septembre : Gustave II Adolphe de Suède prend Riga[25].
- Octobre : L’armée protestante de Mansfeld, assiégée dans Weidhausen, parvient à se dégager et rejoint le Palatinat[29].
- 23 octobre : Mansfeld entre dans Mannheim[29].

- 4 novembre : ouverture du Parlement d'Angleterre. Jacques Ier d'Angleterre réagit violemment à une demande des parlementaires de participer à la préparation de la guerre contre l’Espagne, en insistant sur l’origine monarchique de leurs privilèges, et en arrêtant quelques signataires d’une pétition[30].
- Novembre : Mansfeld ravage l’évêché de Spire puis passe en Basse-Alsace, qui est pillée à son tour, par Landau, Wissembourg et Haguenau où il entre le 6 décembre[29].
- 31 décembre - 6 janvier 1622[31] : paix de Nikolsbourg. Gábor Bethlen renonce à la couronne royale de Hongrie mais s’assure à titre personnel sept comitats en Haute-Hongrie[32]. Après le traité, Bethlen demande la main de la princesse Cécile-Renée, fille de Ferdinand II, avec en dot le gouvernement de la Hongrie royale, ce qui lui est refusé par la cour de Vienne. Il se tourne alors du côté protestant et épousera la fille de l’électeur de Brandebourg, Catherine.

- Peste dans la France méridionale et en Catalogne[33].
- Russie : circulaire du Zemski sobor incitant les communes à résister aux exactions des fonctionnaires et à refuser les pots-de-vin et les corvées illégales[34].

- Fontico dei Turchi (quartier des marchands turcs) à San Giovanni Decollato, à Venise[35].
- Fondation de la banque de Nuremberg[36].
- Naissance du mouvement des « collégiants » à Warmond (1619) puis à Rijnsburg en 1621 (Pays-Bas) à la suite du synode de Dordrecht[37].

## Naissances en 1621
- 12 février : Jacques Courtois, frère jésuite et peintre français († 14 novembre 1676).
- 23 février[38] : Giacinto Brandi, peintre baroque italien († 19 janvier 1691).

- 9 mars : Egbert van der Poel, peintre néerlandais († 19 juillet 1664).
- 31 mars : Andrew Marvell, poète anglais († 16 août 1678).

- 2 juin :
  - Rutger von Ascheberg, général suédois († 17 avril 1693).
  - Isaac van Ostade, peintre néerlandais  († 16 octobre 1649).
- 18 juin : Allaert van Everdingen, peintre et graveur néerlandais († 8 novembre 1675).

- 1er juillet : Cornelis de Man, peintre néerlandais († 1er septembre 1706).
- 8 juillet : Jean de La Fontaine, poète et fabuliste français († 13 avril 1695).

- 19 août : Gerbrand van den Eeckhout, peintre néerlandais († 29 septembre 1674).

- 3 octobre : Friedrich Werner, cornettiste allemand († dans les années 1660 ?).

- 19 décembre : Pieter van Noordt, peintre de natures mortes néerlandais († 4 septembre 1672).

- Date précise inconnue :
  - Giuseppe Diamantini, peintre italien  († 1705).
  - Philippe II François d'Este, noble italien († 1753).
  - Gao Cen, peintre de paysages et dessinateur chinois († 1691).

- Vers 1621 :
- Albertus Bryne, compositeur et organiste anglais († 2 décembre 1668).

## Décès en 1621
- 25 janvier : François Pithou, juriste et érudit français (° 7 septembre 1543).
- 26 janvier : Jacques de Serres, évêque français (° vers 1550).
- 28 janvier : Paul V, pape italien (° 17 septembre 1550).

- 10 février : Pietro Aldobrandini, cardinal italien (° 31 mars 1571).
- 12 février : Ladislao d'Aquino, cardinal italien (° 1543).
- 14 février : Henri de Saint-Rémi, fils naturel du roi Henri II et de sa maîtresse Nicole de Savigny (° 1557).
- 15 février : Michael Praetorius, compositeur allemand (° 15 février 1571).
- 19 février : Giacomo Sannesio, cardinal italien (° 1544).
- ? février : Diane d'Andoins, comtesse de Guiche (° 1554).

- 3 mars : Rudolf Goclenius le Jeune, médecin calviniste allemand, professeur de physique, de médecine et de mathématiques (° 22 août 1572).
- 4 mars : Anne de Jésus, religieuse, grande mystique et écrivaine espagnole (° 25 novembre 1545).
- 8 mars : Enevold Kruse, noble danois, Gouverneur général de Norvège (° 28 octobre 1554).
- 27 mars : Benedetto Giustiniani, cardinal italien (° 5 juin 1554).
- 28 mars : Ottavio Rinuccini, poète et librettiste d'opéra italien (° 20 janvier 1562).
- 31 mars : Philippe III d'Espagne, roi d'Espagne, roi de Portugal et d'Algarves (Philippe II de Portugal) (° 14 avril 1578).

- 1er avril : Cristofano Allori, peintre italien (° 17 octobre 1577).
- 6 avril :
  - Marie-Christine d'Autriche, princesse transylvaine (° 10 novembre 1574).
  - Edward Seymour, 1er comte d'Hertford (° 1539).
- 19 avril : Elizabeth Sawyer, Anglaise condamnée à mort pour sorcellerie[39].
- 21 avril :
  - Anne de Frise orientale, fille aînée de Edzard II de Frise orientale et de Catherine Vasa (° 26 juin 1562).
  - Thomas Sagittarius, philologue allemand (° 7 avril 1577).

- 11 mai : Johann Arndt, théologien luthérien allemand (° 27 décembre 1555).
- 15 mai : Hendrick de Keyser, architecte et sculpteur néerlandais (° 15 mai 1565).

- 2 juin : Dorothée de Lorraine, princesse de la maison de Lorraine, fille du duc François Ier de Lorraine et de Christine de Danemark (° 24 mai 1545).
- 8 juin : Anne de Xainctonge, religieuse catholique française (° 21 novembre 1567).
- 12 juin : Ambrogio Doria, 94e Doge de Gênes (° 1550).
- 21 juin :
  - Ján Jesenský, médecin, homme politique et philosophe slovaque (° 1566).
  - Louis III, cardinal de Guise, archevêque de Reims de 1605 à 1621 (° 22 janvier 1575).
  - Joachim Andreas von Schlick, comte de Passaun et Weisskirchen (° 9 septembre 1569).
  - William Strachey, écrivain anglais (° 4 avril 1572).
- 22 juin : Anne d'Urfé, poète français et savoisien (° entre juillet 1555 et décembre 1555).
- ? juin : Charles II de Cossé, militaire français, Pair de France (° 1550).

- 2 juillet : Thomas Harriot, mathématicien et astronome anglais (° 1560).
- 4 juillet : Jean de Bonsi, cardinal italien (° 1554).
- 10 juillet : Charles-Bonaventure de Longueval, comte de Bucquoy (° 9 janvier 1571).
- 13 juillet : Albert d'Autriche, gouverneur des Pays-Bas espagnols (° 15 novembre 1559).
- 14 juillet : Edmund Hooper, compositeur anglais appartenant à l'école des Virginalistes  (° vers 1553).
- 19 juillet : Jean de Médicis, commandant militaire, diplomate et architecte italien (° 13 mai 1567).

- 3 août : Anne-Catherine de Mantoue, archiduchesse d'Autriche (° 17 janvier 1566).
- 3 août ou 31 août : Guillaume du Vair, prélat, homme politique et écrivain moraliste français (° 7 mars 1556).
- 7 août : Jobst de Limbourg, comte de Limbourg et de Bronckhorst, Seigneur de Styrum, Wisch et Borculo (° 19 avril 1560).
- 16 août : Christophe de Lestang, évêque français (° 1560).
- 20 août : Rodolphe d'Anhalt-Zerbst, prince d'Anhalt puis prince d'Anhalt-Zerbst (° 28 octobre 1576).
- 23 août : Antonio il Verso, compositeur italien (° 1565).
- ? août : Claude Morillon, imprimeur français (° vers 1578).

- 1er septembre : Cheikh Bahaï, poète soufi, philosophe, mathématicien, astronome et alchimiste (° 18 février 1547 ou 27 février 1547).
- 17 septembre : Robert Bellarmin, théologien et cardinal jésuite (° 4 octobre 1542).
- 20 septembre : Henri de Mayenne, noble français (° 20 décembre 1578).
- 24 septembre : Jan Karol Chodkiewicz, grand hetman de Lituanie (° 1560).
- 25 septembre : Mary Sidney, femme de lettres anglaise (° 27 octobre 1561).
- ? septembre : Michel Luette, militaire français (° 4 juin 1566).

- 7 octobre : Antoine de Montchrestien, poète, dramaturge et économiste français (° 1575).
- 12 octobre : Pierre Matthieu, dramaturge, poète et historiographe (° 1563).
- 16 octobre : Jan Pieterszoon Sweelinck, organiste, professeur et compositeur néerlandais (° mai 1562).
- 17 octobre : Daniel Chamier, théologien français (° 1564).
- 18 octobre : Bartolomeo Cesi, cardinal italien (° 1566).
- 21 octobre :
  - Rodrigo Calderón, homme politique espagnol (° 1570).
  - Paul Phélypeaux de Pontchartrain, homme d'État français (° 1569).

- 7 novembre : Juan Alonso Pimentel de Herrera, homme d’État espagnol (° 29 juin 1553).
- 8 novembre : Gerolamo Bassano, peintre maniériste italien de l'école vénitienne (° 3 juin 1566).
- 30 novembre : Francesco Rasi, compositeur, chanteur d'opéra, claveciniste, joueur de chitarrone et poète italien (° 14 mai 1574).

- 10 décembre :
  - Jean Fontanier, libertin français mort sur le bûcher à Paris (° 1588).
  - Ludovic Martini, ecclésiastique niçois, évêque d'Aoste (° 1566).
- 13 décembre : Catherine Stenbock, reine de Suède (° 22 juillet 1535).
- 15 décembre : Charles d'Albert, duc de Luynes (° 5 août 1578).

- Date précise inconnue :
  - Floriano Ambrosini, architecte italien (° 1557).
  - Ambrosius Bosschaert, peintre néerlandais (° 18 janvier 1573).
  - Charles de Chambes, comte de Montsoreau (° 28 novembre 1549).
  - Cristobal de Fonseca, augustin espagnol (° 1550).
  - Sebastiano Folli, peintre italien (° 1568).
  - Girolamo Imparato, peintre maniériste italien de l'école napolitaine (° vers 1550).
  - William Inglott, compositeur et organiste anglais (° 1554).
  - Virgilio Nucci, peintre italien (° 1545).
  - Francesco Soriano, compositeur italien (° 1549).
  - Romolo del Tadda, sculpteur italien de l'école florentine (° 1544).

- Vers 1621 :
  - Giovanni Paolo Gallucci, astronome et traducteur italien (° 1538).
  - François Pyrard, navigateur et explorateur polyglotte français (° vers 1578).
  - Lorenz Stöer, graveur bavarois (° 1537).

- 1621 ou 1622 :
- 'Abd ar-Ra'ūf ibn Tāj al-'Arifīn al-Munāwī, docteur de la loi chaféiste et spirituel soufi (° 1545).